# Никополидис, Антониос
Анто́ниос (Адо́нис) Никополи́дис (греч. Αντώνης Νικοπολίδης; 14 января 1971, Арта, Греция) — греческий футболист, вратарь, чемпион Европы 2004 года. Был главным тренером молодёжной сборной Греции до 21 года. Выступал в национальной сборной Греции.

## Биография

### Игровая карьера
Его первые шаги в футбольной карьере были сделаны в его местной команде «Анагенниси Артас», из которой летом 1989 он перешёл в «Панатинаикос». Его дебют состоялся в течение сезона 1990/91 в матче против его будущего клуба «Олимпиакоса».
Его дебют в сборной Греции состоялся 18 августа 1999 года, против сборной Сальвадора. В 2002 он помог клубу достигнуть четвертьфинала Лиги чемпионов («Панатинаикос» уступил «Барселоне» 2-3 по сумме двух матчей), но в сезоне 2003/04 он потерял своё место в команде. После этого Адонис не хотел вести переговоры о продлении контракта.
Незадолго перед чемпионатом Европы 2004 года Никополидис и «Панатинаикос» на фоне слухов о переходе вратаря в «Олимпиакос» пересмотрели контракт, в который был включён пункт о повышении заработной платы до 600 тысяч евро ежегодно в течение трёх лет.
Греция сенсационно выиграла чемпионат Европы, а Никополидис в итоге перешёл в ряды «Олимпиакоса», заключив соглашение с клубом Никополидис на три года: по данным местных СМИ, сумма соглашения составляла порядка 744 тысяч долларов США. По окончании чемпионата Европы 2008 года Никополидис завершил карьеру в сборной: о своих намерениях он заявил после того, как Греция уступила России 0:1 во втором туре и досрочно выбыла из борьбы за плей-офф. При этом он продолжал выступать за «Олимпиакос».
Сезон 2010/2011 стал последним для Никополидиса: матч последнего тура против «Лариссы» стал для него прощальным. Его партнёры по команде забили в ворота гостей шесть мячей, а сам вратарь отыграл 68 минут, после чего уступил место на поле Балажу Медьери, а сам пошёл прощаться с фанатами. «Олимпиакос» выиграл чемпионат, а 18 апреля 2011 года Никополидис заявил о завершении своей карьеры, которая длилась более 20 лет.

### Тренерская карьера
19 января 2013 года, после увольнения Леонарду Жардима с поста главного тренера «Олимпиакоса», назначен исполняющим обязанности главного тренера команды. 4 февраля 2013 года главным тренером «Олимпиакоса» был утверждён испанский специалист Мичел. Под руководством Никополидиса «Олимпиакос» провёл 3 игры в чемпионате Греции 2012/13 (2 победы и 1 поражение). С 2015 по 2019 год был тренером сборной Греции по футболу до 21 года.

## Личная жизнь
Сын Яннис также стал футбольным вратарём.

## Достижения

### Клубные
- Чемпион Греции: 1995, 1996, 2004, 2005, 2006, 2007, 2008, 2009, 2011
- Обладатель Кубка Греции: 1996, 2004, 2005, 2006, 2008
- Обладатель Суперкубка Греции: 2007

### В сборной
- Чемпион Европы: 2004

### Личные
- Лучший вратарь Греции: 1999/00, 2001/02, 2002/03, 2003/04, 2004/05, 2005/06, 2007/08, 2008/09
- Входит в состав символической сборной чемпионата Европы 2004